# Тележинська Катерина Володимирівна
Катерина Володимирівна Тележи́нська (народилася 16 січня 1960 року в смт. Турбів Липовецького району Вінницької області) — український лікар, хірург-онколог, колишній науковий співробітник Національного інституту раку, заслужений лікар України.

## Освіта
У 1985 закінчила лікувальний факультет Вінницького медичного інституту імені М. І. Пирогова за спеціальністю «Лікувальна справа», інтернатуру з хірургії
Закінчила спеціальну клінічну ординатуру (1990–1993) в Київському інституті удосконалення лікарів за спеціальністю «Хірургія».
У 2007 закінчила юридичний факультет Міжнародного Соломонового університету за спеціальністю «Правознавство» і спеціалізацією «Медичне право».

## Трудова і наукова діяльність
Працювала хірургом у Лугинській ЦРЛ Житомирської області. 
З листопада 1993 працює науковим співробітником відділення загальної онкології та реконструктивної хірургії молочної залози Інституту онкології АМНУ,
Досліджує патології печінки. Має наукові публікації.

## Громадська діяльність
З 2000 очолює профспілкову організацію Інституту онкології Академії медичних наук України, член Президії ради Київської міської профспілки працівників охорони здоров'я.
Є членом товариства «Вінничани у Києві»

## Відзнаки
- Заслужений лікар України (2010).[2]

## Різне
Одружена. Має сина. Живе в Києві.